# Opuntia soederstromiana
Opuntia soederstromiana là một loài thực vật có hoa trong họ Cactaceae. Loài này được Britton & Rose mô tả khoa học đầu tiên năm 1919.

## Hình ảnh

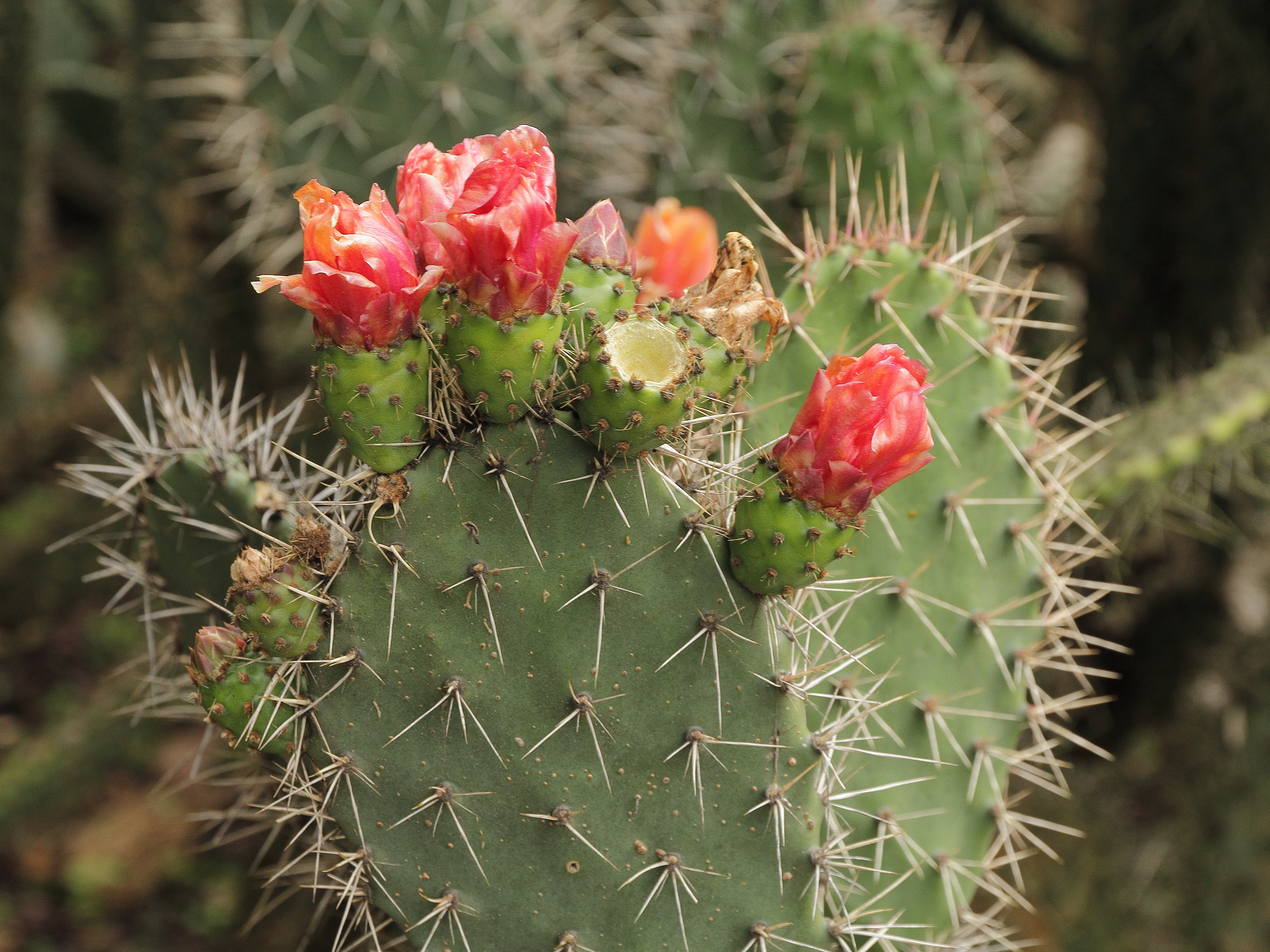
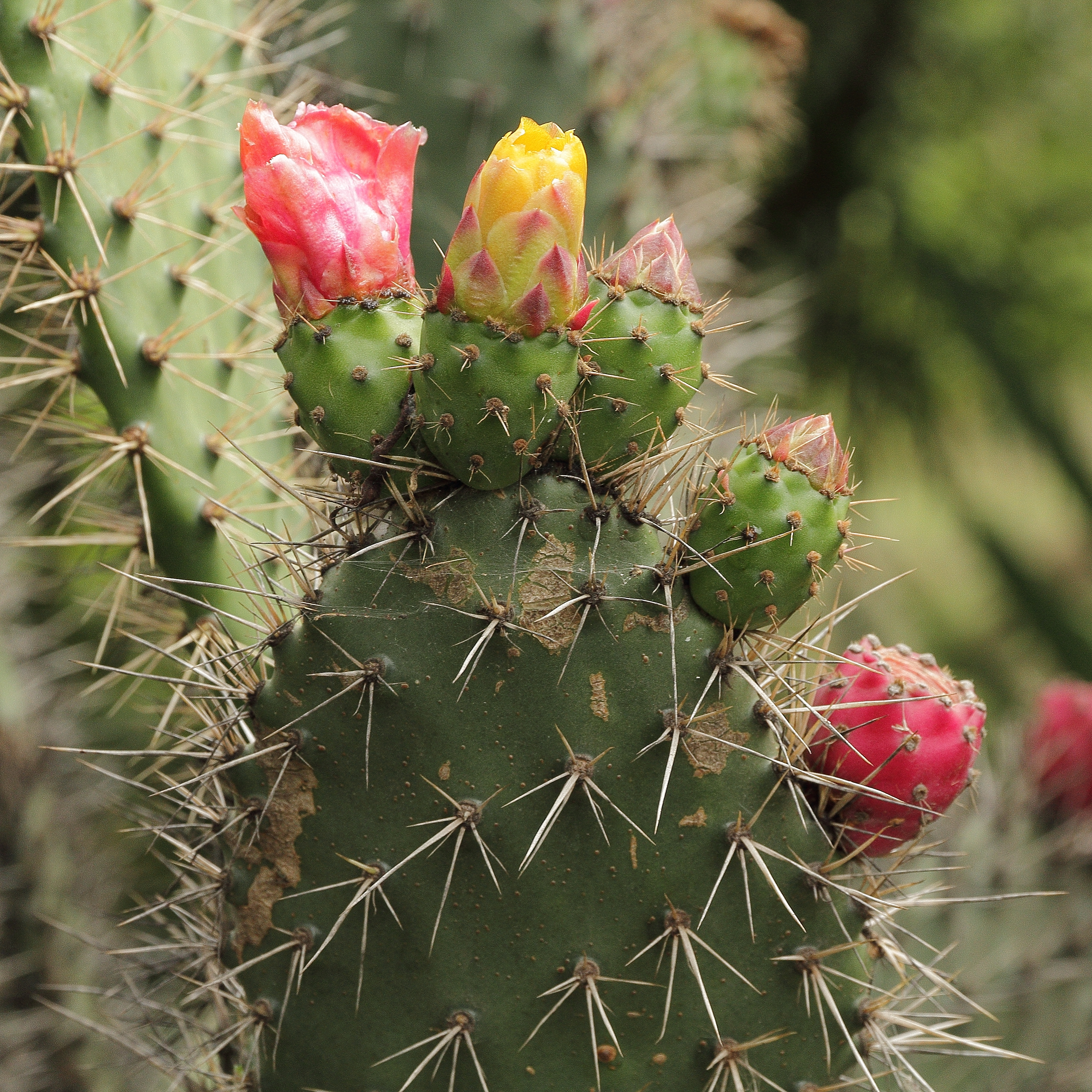
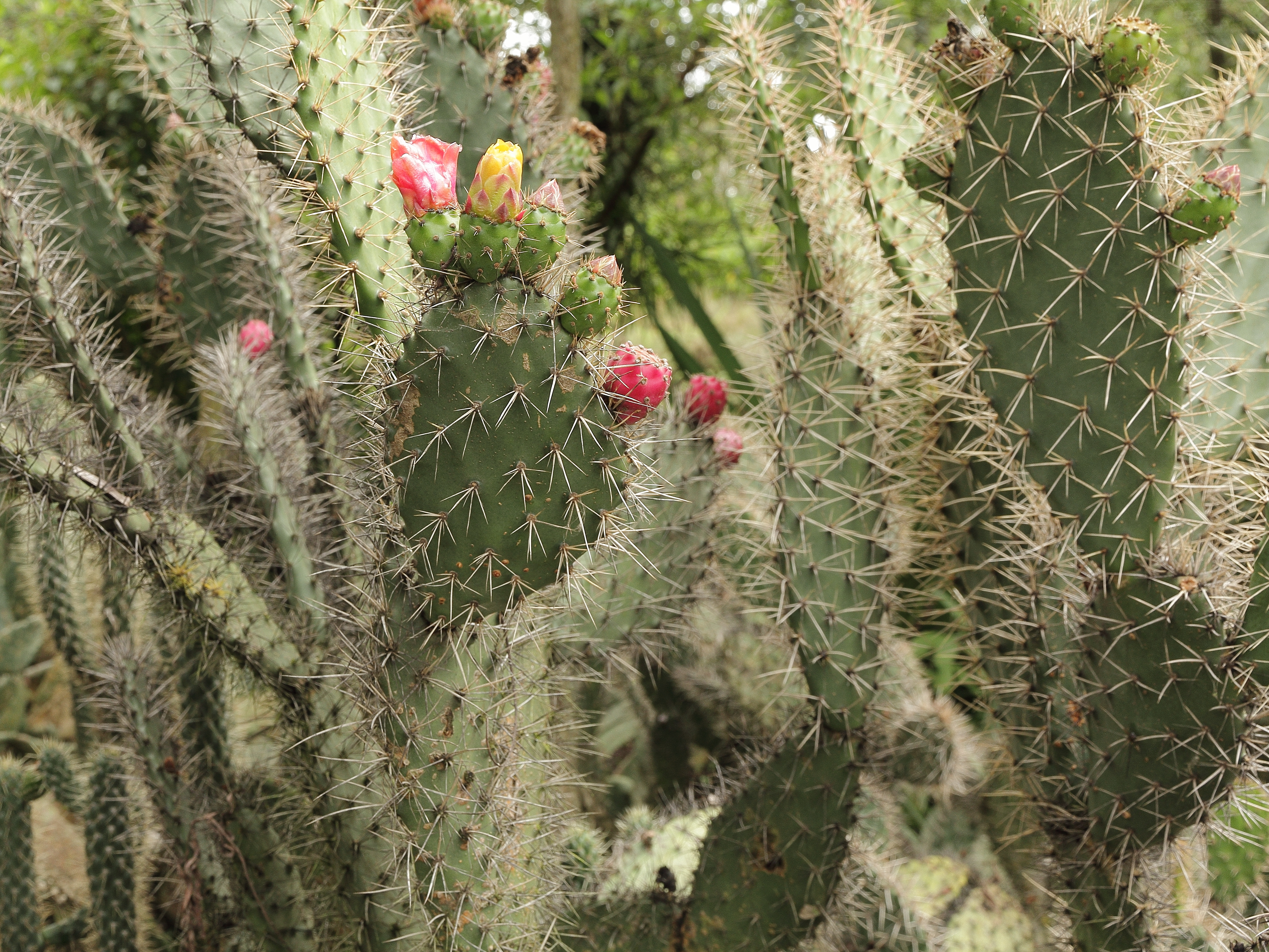
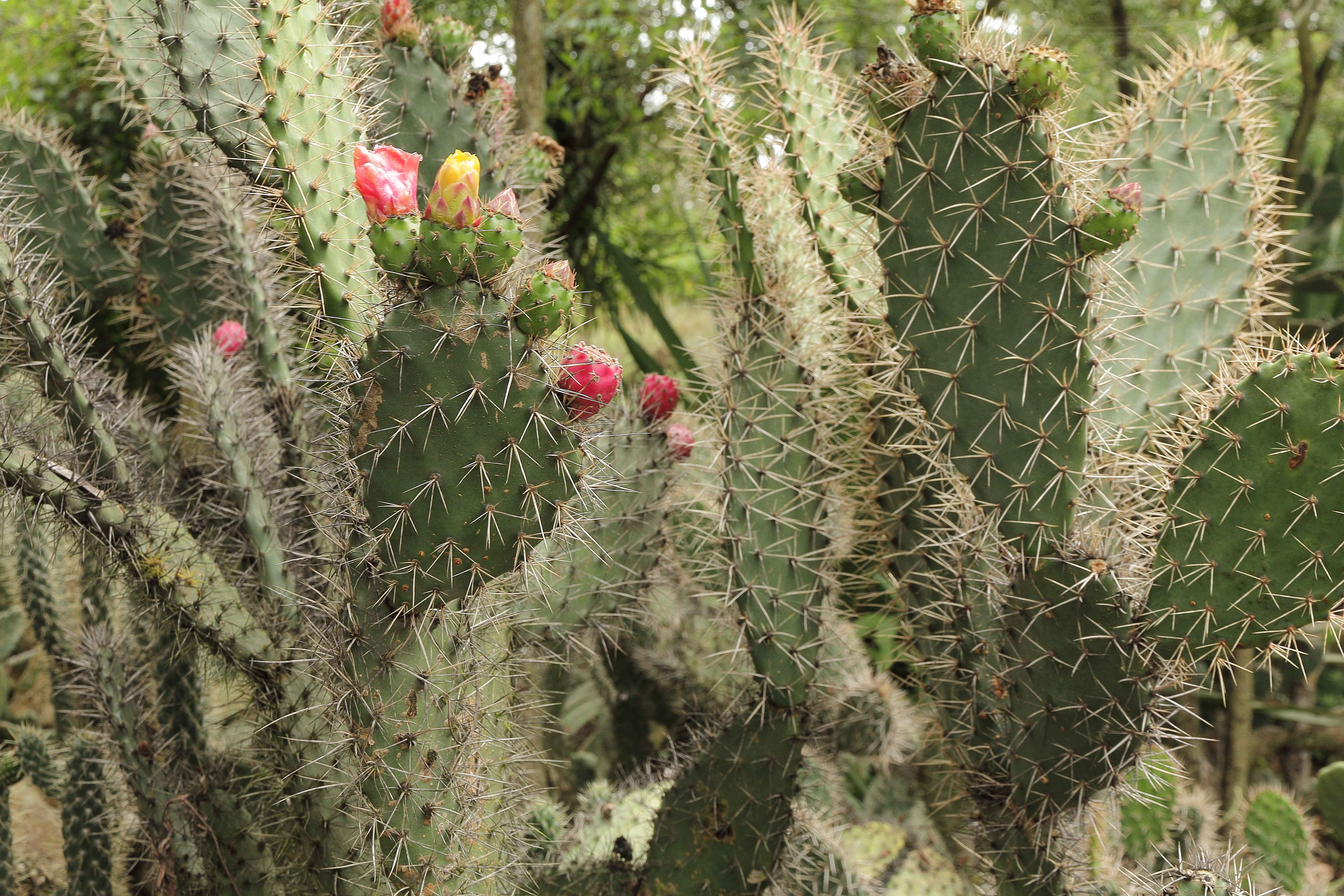